# 루트비히 폰 베스트팔렌 남작
요한 루트비히 폰 베스트팔렌 남작(독일어: Johann Ludwig Freiherr von Westphalen: 1770년 7월 11일-1842년 3월 3일)은 프로이센의 공무원이었다. 카를 마르크스의 장인으로 알려져 있다.
1770년 7월 11일 보르눔암엘름에서 필리프 폰 베스트팔렌 훈사(1723년-1792년)의 막내아들로 태어났다. 필리프는 블랑켄부르크의 체신국장이었는데, 1764년 7년 전쟁 당시 페르디난트 폰 브라운슈바이크 공작의 사실상 참모장 역할을 하며 군공을 세워 공작에게 훈사 작위를 받아 귀족이 되었다. 한편 모친 제인 위샤트 피타로(Jane Wishart of Pittarow)를 통해서는 스코틀랜드를 비롯해 여러 유럽 귀족가의 피가 섞여 있다.
광범한 교육을 받아 독일어, 영어를 말할 수 있었고 라틴어, 그리스어, 이탈리아어, 프랑스어, 에스파냐어를 읽을 수 있었다. 현 브라운슈바이크 공과대학교의 전신인 콜레기움 카롤리눔에서 수학했다.
1794년, 루트비히는 브라운슈바이크 공무원으로 취직한다. 1797년에는 엘리자베트 폰 펠타임(Elisabeth von Veltheim)과 결혼해 슬하 네 명을 낳는다. 1804년 브라운슈바이크루넨부르크 공국 공무원으로 옮긴다.
1807년, 나폴레옹이 쳐들어와 베스트팔렌 왕국을 세우고 루트비히는 거기서도 일했다. 루트비히는 자기 손으로 개혁을 할 수 있다고 생각하고 열성적으로 일을 했던 것 같다. 하지만 그는 프랑스인들이 베스트팔렌의 행정과 정책을 장악하는 것에 반대했고, 결국 루이니콜라 다부의 명으로 체포되어 기프호른 성에 유폐된다. 같은 해 첫 아내가 사망했다. 1809년 여름, 루트비히는 잘츠베델의 현감보로 임명되었고, 3년 뒤인 1812년 거기서 카롤리네 호이벨(Karoline Heubel)과 재혼하여 슬하 3명을 낳았다. 나폴레옹이 망하고 잘츠베델이 다시 프로이센 땅으로 돌아가자 루트비히는 트리어에 신설된 지방정부에 발령이 났다.
베스트팔렌 남작가의 아이들, 특히 예니와 에트가어는 근처의 유대인 가족인 마르크스가의 조피 마르크스와 카를 마르크스와 어울려 소꿈친구로 지냈다. 1836년, 예니와 카를이 약혼을 했다. 처음에는 단 둘이 비밀약혼을 했지만 1837년 루트비히가 두 사람의 약혼을 인정해 주었다. 마르크스는 평민이었고 예니보다 연하인데다 유대인이라 남작영애의 짝으로는 어울리지 않는다는 구설수들이 있었다. 하지만 마르크스는 루트비히를 일종의 멘토로서 존경하고 있던 사이였다. 진보적인 성향이었던 루트비히는 어린 마르크스에게 호메로스와 셰익스피어, 볼테르와 라신 같은 것들을 읽어 주었고, 주변의 동산이나 숲을 거닐며 둘이서 "지적 산책"을 즐겼다. 마르크스에게 드 생시몽 백작의 공상적 사회주의를 처음 접하게 해준 것도 루트비히 남작이었다. 마르크스는 1841년 박사학위논문 「역사법학파 철학선언」을 당시 예비장인이었던 루트비히 남작에게 헌정했다. 마르크스가 바친 헌정사는 이랬다. “아버지 같은 벗인 그대, 이상주의가 환상이 아니라 참된 실제임을 일깨워주는 산 증인”
루트비히 폰 베스트팔렌 남작은 1842년 3월 3일 죽었다. 마르크스도 임종 자리에 동석했다. 1년 뒤인 1843년 카를 마르크스와 예니 폰 베스트팔렌은 결혼식을 올렸다.
그의 장남 페르디난트 폰 베스트팔렌은 프로이센 내무장관으로 입각하여 보수반동정치를 펼쳤다. 한편 마르크스와 소꿉친구였던 에트가어는 공산주의자동맹에 입당해 활동했다.